# Давиденко Віктор Валентинович
Давиденко Віктор Валентинович (нар. 25 грудня 1953, Свалява, УРСР) — заслужений артист України, один з засновників та активних членів Гільдії трубачів-професіоналів.
Почав грати на трубі в дитячих духових оркестрах м. Сваляви (Закарпатська область). У 1978 році Віктор Давиденко закінчив Ужгородське музичне училище, у 1983 році — Львівську державну консерваторію ім. М. Лисенка; з 1979 по 1981 р. — артист симфонічного оркестру Львівської філармонії.
З 1982 по 1984 рр. — соліст Закарпатської обласної філармонії та викладач Ужгородського музичного училища. В цей період музикант багато концертував по Україні та поза її межами. З 1992 року — соліст оркестру Київського державного дитячого музичного театру.
З 1993 року — соліст Національного академічного симфонічного оркестру України. В складі оркестру гастролював у багатьох країнах Європи, Азії, здійснив чимало аудіозаписів на компакт-диски творів Петра Чайковського, Сергія Прокоф'єва, Бориса Лятошинського, Євгена Станковича та ін.
Веде активну педагогічну діяльність, з 1995 року доцент Київського національного університету культури і мистецтв.

## Нагороди
1980 року зайняв друге місце на 3-му українському республіканському конкурсі виконавців на духових та ударних інструментах, який відбувався в Донецьку.
У 1997 році присуджено звання Заслужений артист України.